# Jezioro Kamnickie
Jezioro Kamnickie – przepływowe jezioro lobeliowe Pojezierza Bytowskiego na obszarze gminy Miastko. Zachodnia linia brzegowa jeziora charakteryzuje się gęstym stopniem zalesienia. Ogólna powierzchnia akwenu jeziora wynosi 18,1 ha.